# Marietta Slomka
Marietta Slomka (Colònia, 20 d'abril de 1969) és una periodista i moderadora de televisió alemanya. El seu pare era fill de la Prússia Oriental i la seva mare, de Colònia.

## Biografia
Després d'acabar el batxillerat el 1988 al Liceu Kreuzgasse de Colònia, Slomka va estudiar Economia i Política Internacional a la Universitat de Colònia i a la Universitat de Kent en Canterbury, Anglaterra. Des del 1991 fins al 1996 va treballar com a periodista independent per a la revista Medienspiegel a l'Institut d'Economia Alemanya en Colònia i des del 1994 fins al 1996, a la Kölnische Rundschau (Ràdio i Televisió de Colònia). Després va treballar per la Deutsche Welle a Bonn, Colònia i Brussel·les. Des del 1998 va ser corresponsal d'Europa per la Deutsche Welle.
El 1998 va començar a treballar per al canal públic ZDF com a corresponsal per al parlament a Bonn i després a Berlín. El seu enfocament era la política financera i econòmica. A l'abril de 2000 va prendre al seu càrrec la moderació del programa heute nacht. Des de llavors treballa com a periodista per a heute-journal. El 2003 va fer reportatges d'Europa Oriental, el 2005 de les eleccions del Bundestag, el 2005 de Moscou, el 2009 dels Jocs Olímpics de la Xina i el 2010 del Mundial de Futbol des de diversos països africans.